# علامة لويد
علامة لويد (بالإنجليزية: Lloyd sign)‏ هي علامة طبية تُشير إلى الحصوات الكلوية أو التهاب الحويضة والكلية، حيثُ يظهر الألم عند القرع على الظهر بين الضلع الثاني عشر والعمود الفقري. ترتبط هذه العلامة مع إيلام الزاوية الضلعية الفقرية في نفس منطقة القرع. تُعرف علامة لويد على أنها وجودُ إيلام في الزاوية الضلعية الفقرية مع غياب الإيلام عند الضغط الطبيعي.